# Лудвиг III Баварски
Лудвиг III (на немски: Ludwig III. von Bayern; * 7 януари 1845, Мюнхен; † 18 октомври 1921, дворец Nádasdy в Sárvár, Унгария) от династията на Вителсбахите, е принцрегент през 1912 – 1913 г. и последният крал на Бавария от ноември 1913 до 1918 г.

## Биография
Лудвиг е първият син на принцрегент Луитполд Баварски и ерцхерцогиня Августа Фердинанда Австрийска от Австрия-Тоскана (1825 – 1864), дъщеря на великия херцог на Тоскана Леополд II от Австрия-Тоскана и принцеса Мария Анна Саксонска.
След смъртта на баща му на 12 декември 1912 г., той става принцрегент на братовчед си Ото I. Той сваля Ото I през 1913 г. и се качва на трона като Лудвиг III и управлява до 5 ноември 1918 г. Свален е на 7 април 1918 г. и се създава Свободна държава Бавария (Freistaat Bayern), която се управлява от министър-президент. Лудвиг III живее до 1921 г. в унгарски екзил.
Лудвиг III умира в Унгария. Двата ковчега, неговият и на съпругата му († 1919), са занесени в църквата „Св. Лудвиг“ в Мюнхен. Той е погребан във фамилната гробница на Вителсбахите във Фрауенкирхе в Мюнхен.
- Лудвиг III, 1914 г.
- Снимка от посрещането на баварския крал Лудвиг III от цар Фердинанд I Български и министър-председателя Васил Радославов в София, 1916 г.

## Деца
Лудвиг III се жени на 20 февруари 1868 г. във Виена за ерцхерцогиня Мария Тереза Австрийска-Есте (1849 – 1919), дъщеря на ерцхерцог Фердинанд Карл Австрийски-Есте от Австрия-Модена и ерцхерцогиня Елизабет Франциска Мария Австрийска. Те имат тринадесет деца:
- Рупрехт Баварски (1869 – 1955), кронпринц

1. ∞ 1900 херцогиня Мария Габриела Баварска (1878 – 1912)
2. ∞ 1921 принцеса Антония Люксембургска-Насау (1899 – 1954)

- Аделгунда Баварска (1870 – 1958) ∞ 1915 княз Вилхелм фон Хоенцолерн (1864 – 1927)
- Мария (1872 – 1954) ∞ 1897 Фердинанд, херцог на Калабрия (1869 – 1960)
- Карл (1874 – 1927)
- Франц Мария Луитполд Баварски (1875 – 1957) ∞ 1912 принцеса Изабела Антония фон Крой (1890 – 1982)
- Матилда (1877 – 1906) ∞ 1900 принц Лудвиг Гастон фон Саксония-Кобург и Гота (1870 – 1942)
- Волфганг (1879 – 1895)
- Хилдегард Мария (1881 – 1948)
- Нотбурга (*/† 1883)
- Вилтруд Мария Алика (1884 – 1975) ∞ 1924 херцог Вилхелм Карл фон Урах (1864 – 1928)
- Хелмтруда (1886 – 1977)
- Дитлинда (1888 – 1889)
- Гунделинда (1891 – 1983) ∞ 1919 граф Йохан Георг фон Прайзинг-Лихтенег-Моос (1887 – 1924)